# Théodore Le Hars
Théodore Le Hars est un homme politique français né le 12 août 1861 à Quimper (Finistère) et décédé le 2 octobre 1928 à Scrignac (Finistère) dans un accident d'automobile.

## Biographie
Conseiller municipal de Quimper en 1891, maire de 1904 à 1912 et de 1920 à 1928, conseiller général en 1918, il a été sénateur du Finistère de 1920 à 1928.
Il fut chef d'escadron pendant la Première Guerre mondiale.
Il habitait le manoir de Lesmadec en Peumerit.
« Anticlérical bourgeois, le nom de Théodore Le Hars reste lié à la construction du théâtre, de l'asile de vieillards, du bureau de bienfaisance, du pont de Juniville ainsi qu'au mémorial des enfants de Quimper morts pour la France mais aussi à la fermeture des écoles congréganistes et à la confiscation des couvents ». 

## Sources
- « Théodore Le Hars », dans le Dictionnaire des parlementaires français (1889-1940), sous la direction de Jean Jolly, PUF, 1960 [détail de l’édition]